# Tagli, ritagli e frattaglie
Tagli, ritagli e frattaglie era un programma televisivo diretto da Ferruccio Castronovo, scritto da Jole Sabbadini che fu trasmesso sulla Rete 2, nella prima serata della domenica, dal 26 luglio 1981 per otto puntate.

## Descrizione
Arbore e De Crescenzo presentavano in studio, tra una gag e una battuta, diversi brani del repertorio comico televisivo.
Fu il programma che lanciò come soubrette Lory Del Santo, qui nei panni di una sexy archivista che porta in studio i filmati dopo averli scovati nelle cineteche Rai.